# Automolis carmel
Automolis carmel là một loài bướm đêm thuộc phân họ Arctiinae, họ Erebidae.